# Spathulina (insecten)
Spathulina is een geslacht van tweevleugelige insecten uit de familie van de Boorvliegen (Tephritidae).

## Soorten
- Spathulina sicula Rondani, 1856